# Eupithecia haworthiata
Eupithecia haworthiata là một loài bướm đêm thuộc họ Geometridae. Loài này được tìm thấy ở châu Âu.
Sải cánh dài 12–14 mm. The moths gặp ở tháng 4 đến tháng 8 tùy theo địa điểm.
Sâu bướm ăn các loài Clematis vitalba và loài Clematis trồng.

## Hình ảnh

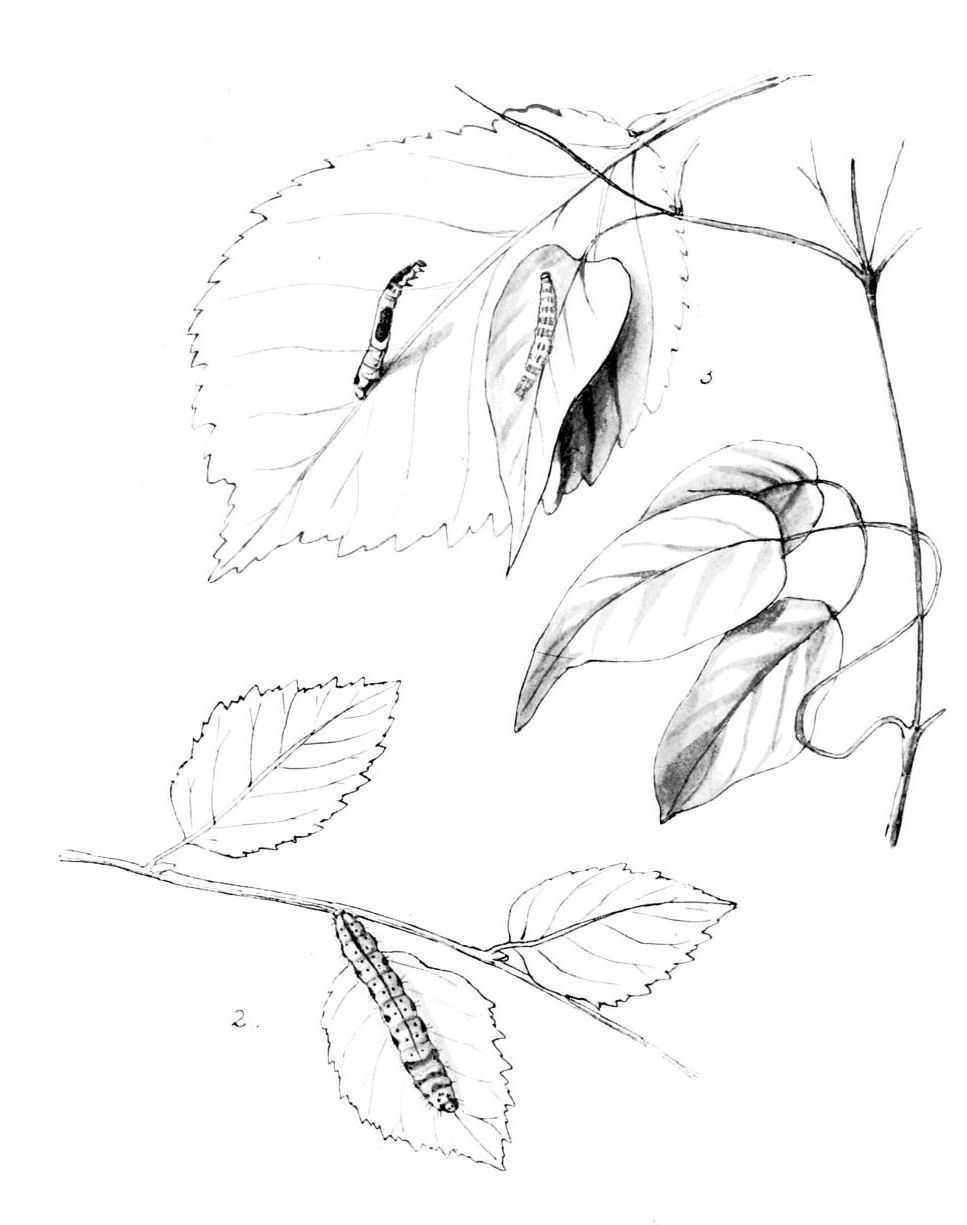
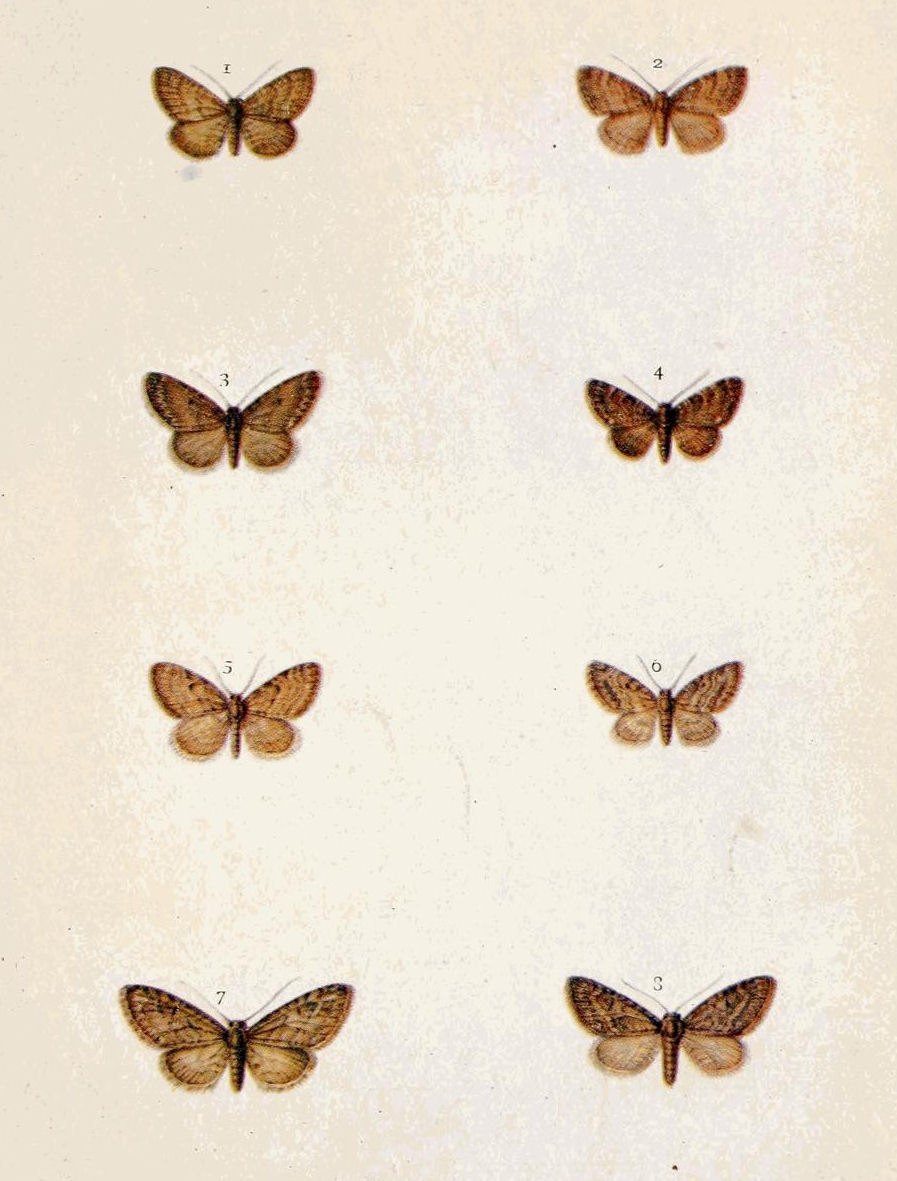